# Тереза Саксен-Гильдбурггаузенская
Тереза Шарлотта Луиза Фридерика Амалия Саксен-Гильдбурггаузенская (нем. Therese Charlotte Luise Friederike Amalie von Sachsen-Hildburghausen, также Тереза Баварская, нем. Therese von Bayern; 8 июля 1792, Штрауфхайн, Саксен-Гильдбурггаузен — 26 октября 1854, Мюнхен, Бавария) — принцесса Саксен-Гильдбурггаузенская, дочь Фридриха, герцога Саксен-Альтенбургского и Шарлотты Мекленбург-Стрелицкой, жена Людвига I, короля Баварии. Королева-консорт Баварии в 1825—1848 годах. Известна основанием ордена Терезы.

## Биография
Тереза родилась в охотничьем дворце Landséjour. 13 июля новорожденную окрестил придворный священник Андреас Генслер. Девочка получила имя в честь императрицы Марии Терезии.
Девочка стала шестым ребёнком и четвёртой дочерью в семье герцога Фридриха Саксен-Гильдбурггаузенского, позднее герцога Саксен-Альтенбургского, и его жены Шарлотты, урожденной принцессы Мекленбург-Стрелицкой. Её тёткой со стороны матери была прусская королева Луиза. Всего в семье воспитывалось 12 детей.

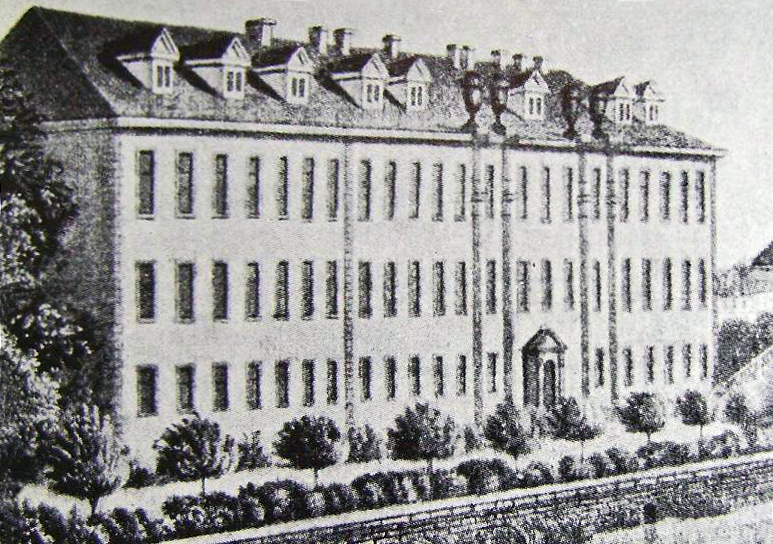
Гильдбурггаузенская резиденция в 1800 году

Принцесса воспитывалась в духе лютеранской веры гувернанткой Иоганной Нонне и священником Генрихом Кюннером. Росла в культурной и дружественной обстановке между братьями и сестрами, несмотря на то, что брак родителей был неудачным. С ранних лет изучала классическую немецкую литературу и французский язык. Живопись ей преподавал Карл Август Кесслер, а музыку — Иоганн Петер Гошкель, давал уроки также Карл Мария фон Вебер.
В 1809 году имя принцессы упоминалось в списке будущих невест императора Наполеона. Однако, в декабре этого же года их семью посетил баварский кронпринц Людвиг, желавший взять в жены одну из дочерей герцога. Выбирая между Луизой и Терезой, он выбрал старшую Терезу, хотя Луиза считалась более привлекательной девушкой. В январе кронпринц получил согласие от отца невесты и императора Наполеона, однако продолжались переговоры относительно брачного контракта. Тереза не хотела покидать лютеранскую веру.
6 октября 1810 года принцесса Тереза покинула родительский дом и отправилась в Мюнхен. Свадьба состоялась вечером 12 октября в часовне Мюнхенской резиденции. На момент бракосочетания невесте было 18, жениху — 24. Пышные свадебные торжества в Мюнхене продолжались в течение пяти последующих дней и завершились 17 октября большими скачками, в которых приняла участие национальная гвардия. Огромные расходы на свадебные торжества пробили брешь в бюджете страны. Тем не менее каждый октябрь в память о них проводится особое празднество — Октоберфест.

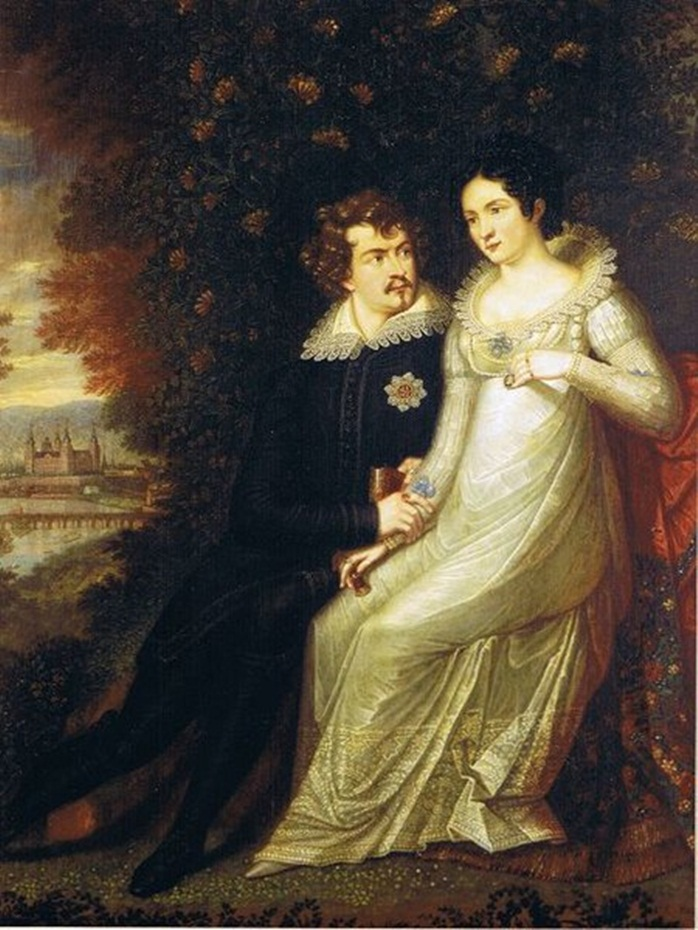
Тереза вместе с мужем

В 1816 году супруги проживали во дворце Мирабель в Зальцбурге, поскольку Людвиг был назначен губернатором местного округа. Впоследствии их резиденция была перенесена в Вюрцбург. Иногда семья проживала в замке Йоханнесбург в Ашаффенбурге. Лето проводили в Бад-Брюкенау.
У супругов родилось девять детей:
- Максимилиан (1811—1864) — следующий король Баварии, был женат на Марии Прусской, имел двух сыновей, которые не оставили потомков;
- Матильда (1813—1862) — супруга Великого герцога Гессенского Людвига III, детей не имела;
- Отто (1815—1867) — король Греции в 1833—1862 годах, женат на Амалии Ольденбургской, детей не имел;
- Теолинда (1816—1817) — умерла в детстве;
- Луитпольд (1821—1912) — регент Баварии, супруга — Августа Тосканская;
- Альдегунда (1823—1914) — супруга герцога Моденского Франческо V, имела одну дочь, умершую в детстве;
- Хильдегарда (1825—1864) — жена Тешенского герцога Альбрехта, имела троих детей;
- Александра (1826—1875) — умерла незамужней;
- Адальберт (1828—1875) — принц Баварский, женат на Амелии Филиппине Испанской, имел пятерых детей.

В 1813 и 1815 года принцесса навещала родной дом.
13 октября 1825 года умер король Максимиалиан I. Людвиг стал новым королём под именем Людвиг I. В возрасте 33 лет Тереза стала королевой Баварии. Семья переехала в Мюнхен.

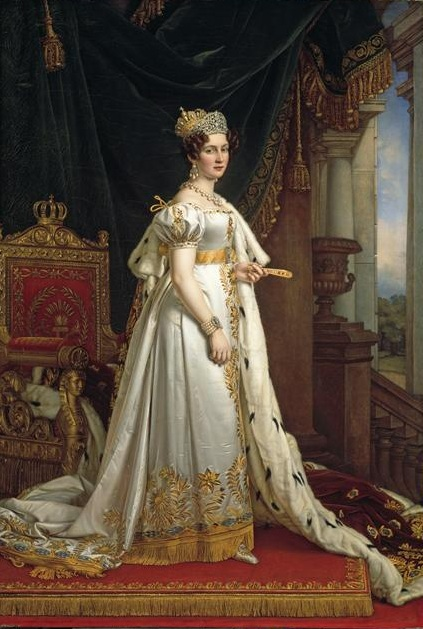
Тереза — королева Баварии

Королева вела активную благотворительную деятельность. Она заботилась о сиротах, вдовах, нищих, создавала больницы и приюты. За это она стала популярна в народе. Королева проявляла интерес к политике. Когда Людвиг покидал столицу, она получала каждый день доклад о состоянии дел в столице и государстве. Тереза утверждала, что король должен знать все, что происходит в его стране.
Сочувствовала судьбе Каспара Хаузера.
Супружеские отношения основывались на взаимной любви и уважении. После тридцати лет брака Людвиг писал, что «Нет лучшей матери и лучшей жены. Ни одна женщина не сравнится с ней в любви и добродетельности. Если бы я мог выбрать женщину ещё раз, я бы выбрал только её» . В то же время у короля было много любовниц и некоторых он даже приглашал ко двору. Очередное его увлечение танцовщицей Лолой Монтес, на которую он тратил несметное количество денег, привело к потере трона через народное возмущение. Людвиг отрекся от престола в пользу сына Максимилиана и прожил оставшуюся жизнь как частное лицо.
Супруги после 1852 проводили время на вилле Людвигсхоэ у Пфальцского леса. В церкви городка Эбедкобен до сих пор можно увидеть стул королевы с вышитой на нём буквой «Т».
Королева Тереза умерла в 1854 году во время эпидемии холеры. Сначала она была похоронена в королевском склепе Виттельсбахов в Театинеркирхе, а в 1857 — перезахоронена в аббатстве святого Бонифация в Мюнхене. Супруг пережил её на четырнадцать лет и ушел из жизни в 1868 году. Похоронен рядом.